# Editorial Ekin
La editorial Ekin fue fundada en Buenos Aires (Argentina) en 1942 por exiliados vascos, para la promoción cultural vasca y con un marcado componente político.

## Historia
Fue cofundada por los exiliados nacionalistas vascos de la guerra civil española Isaac López Mendizábal y Andrés de Irujo, y contaba como promotores los también exiliados Manuel de Irujo (hermano de Andrés), Bernardo Estornés Lasa y Sebastián de Amorrortu. Este último procedía de la emigración durante la primera década del siglo XX y tenía una empresa de artes gráficas.
La orientación de la editorial fue la consecuencia directa del momento político de la época. Los exiliados vascos salían de una cruenta guerra civil y la nueva dictadura franquista establecida en España llevaba a cabo una política restrictiva y negadora del euskera y de la cultura vasca en general. Además la Segunda Guerra Mundial iniciada en 1939 imposibilitaba la publicación y difusión de obras de temática vasca en Europa. Por ello su influencia se extendía a todos los países del continente americano en donde existía una importante colonia vasca y a partir de 1945, al concluir la Guerra Mundial, al País Vasco Francés, además de al resto de Francia y otros países europeos.
El primer número de la colección con la que se inició la "Biblioteca de Cultura Vasca" (también conocida como "Colección Ekin") fue la reedición de la obra de Arturo Campión El Genio de Navarra. 
Editó numerosos libros en euskera y más de cien obras, que reflejan una gran variedad de temas que abarcan la historia, la literatura, el folclore o el ensayo político. Además, una de las colecciones, el Boletín del Instituto Americano de Estudios Vascos, se ha seguido publicando con regularidad hasta fechas muy recientes.
Inicialmente estuvo situada en el domicilio particular de López Mendizábal y posteriormente en la calle Perú 175 hasta 1970, en que pasó a estar en dependencias de "Laurak Bat". En la actualidad la viuda de Andrés Irujo, María Elena Etcheverry sigue al frente de la editorial Ekin.

## Obras destacadas
No todas las obras que editó Ekin ofrecen la misma calidad, y hay muchas que, por diversas razones, no han sido capaces de soportar el paso del tiempo, pero entre sus libros importantes cabe citar:
- De Guernica a Nueva York pasando por Berlín, de José Antonio Aguirre.
- Los vascos en el Madrid sitiado, de Jesús de Galíndez.
- Los vascos y la República española, de A. de Lizarra.
- Pedro Garat, orfeo de Francia, de Isidoro de Fagoaga.
- Joañixio, de Jon Andoni Irazusta, 1946.
- Bizitza garratza da, 1950.
- ¿Para qué? De Alfonso XIII a Juan III, de Juan Antonio Ansaldo, 1951.
- Martin Fierro, de José Hernández, edición en euskera y castellano de 1972.